# Michael Shannon (acteur)
Pour les articles homonymes, voir Michael Shannon.
Michael Shannon est un acteur et réalisateur américain, né le 7 août 1974 à Lexington (Kentucky).
Il est nommé par deux fois aux Oscars dans la catégorie du meilleur acteur dans un second rôle : en 2009 pour son rôle de John Givings, interné psychiatrique, dans Les Noces rebelles de Sam Mendes, puis en 2017 pour son rôle de Bobby Andes, détective atteint d'un cancer, dans Nocturnal Animals de Tom Ford. Il est également connu pour son rôle de Richard Strickland, le principal antagoniste d'Elisa dans La Forme de l'eau (2017) de Guillermo del Toro.
Shannon est par ailleurs un grand collaborateur de Jeff Nichols, apparaissant ainsi dans tous ses films : Shotgun Stories (2007), Take Shelter (2011), Mud (2012), Midnight Special, Loving (2016) et The Bikeriders (2023).

## Biographie
Né d'un père professeur d’université et d'une mère juriste, Michael Shannon grandit dans l'Illinois.
Il commence sa carrière comme acteur de scène à Chicago. Il part ensuite pour Londres où il apparaîtra dans plusieurs séries télévisées. C'est là que son destin croise celui de la dramaturge Sarah Kane.

### Seconds rôles au cinéma (années 2000)

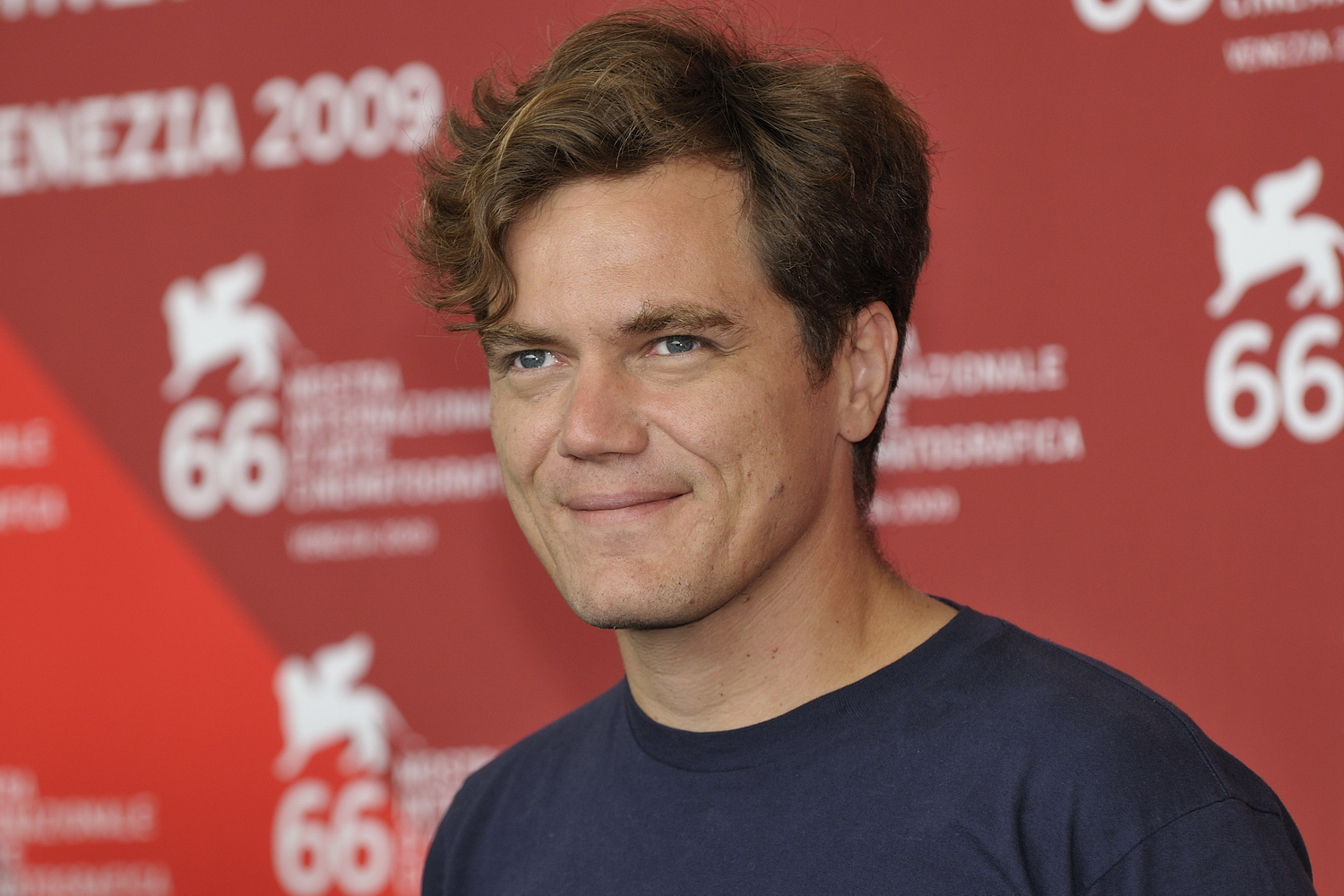
L'acteur à la première de Dans l'œil d'un tueur à la Mostra de Venise 2009.

Il commence sa carrière au cinéma en apparaissant dans le film Un Jour Sans Fin (1993) puis en doublant un des personnages du film d'animation Balto de Simon Wells (1995).
Il tourne successivement dans deux films de guerre : Tigerland de Joel Schumacher (2000), suivi de Pearl Harbor de Michael Bay (2001). Puis il donne la réplique à Tom Cruise et Penélope Cruz dans Vanilla Sky. Il apparaît aux côtés du rappeur Eminem dans le film 8 Mile (2002). Il retrouve son ami le réalisateur Michael Bay dans Bad Boys 2 aux côtés de Will Smith (2003).
Trois ans plus tard, Oliver Stone lui offre un rôle dans World Trade Center aux côtés de Nicolas Cage dans un film relatant la tragédie du 11 septembre 2001.
Il est à l’affiche de trois films en 2007 : Bug de William Friedkin, adaptation de la pièce de théâtre dans laquelle il interprétait aussi le personnage de Peter, 7 h 58 ce samedi-là de Sidney Lumet et Lucky You de Curtis Hanson.

### Révélation critique et passage au premier plan (années 2010)

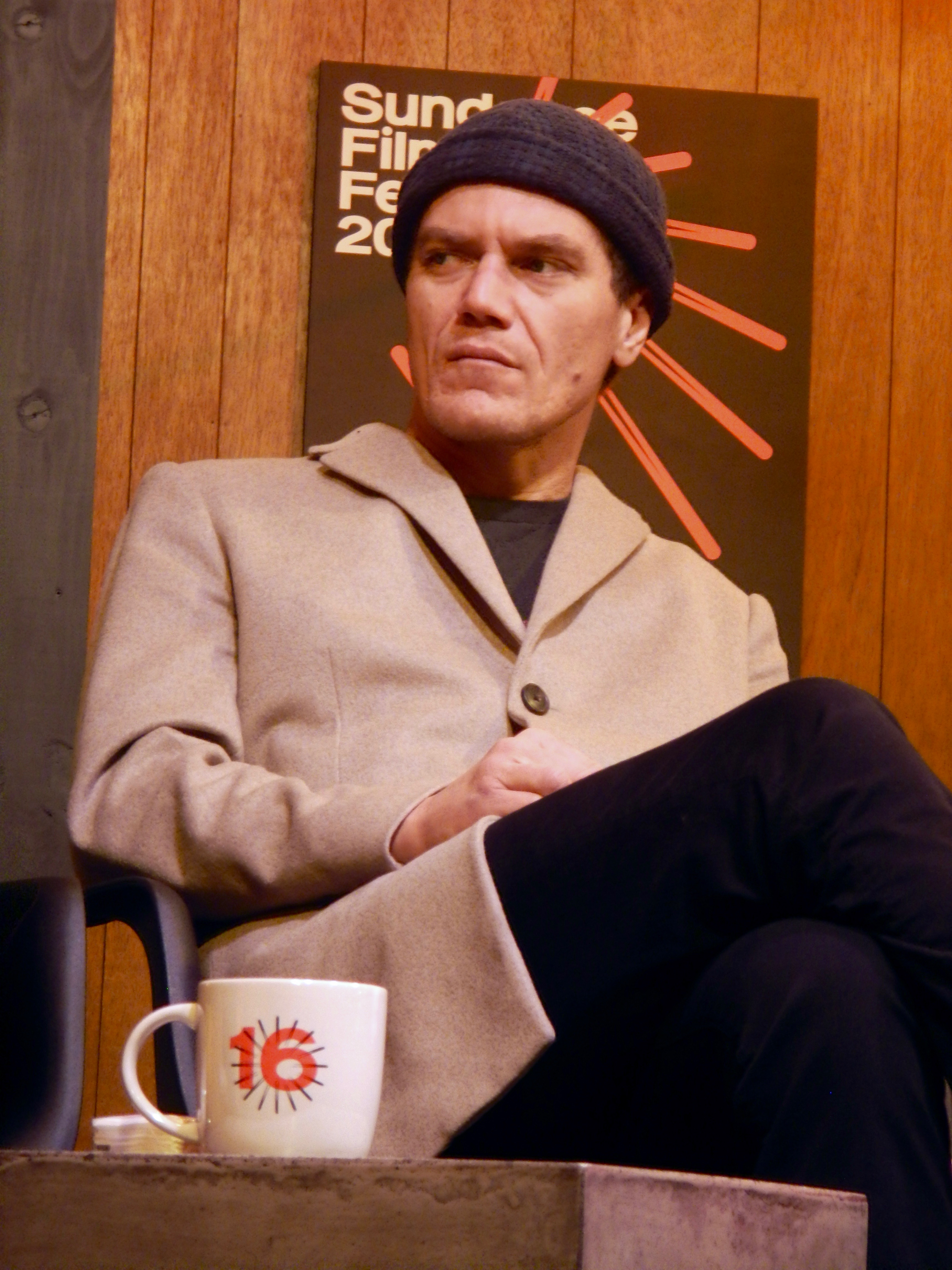
L'acteur à la première de Identities au Festival de Sundance 2016.

L'acteur est révélé comme acteur de premier plan en 2011, en jouant le mari de Jessica Chastain dans Take Shelter de Jeff Nichols. Il est d'ailleurs l'acteur favori du réalisateur, et a joué dans tous ses films. Shannon est également connu pour son rôle dans Les Noces rebelles, qui lui a valu une nomination aux Oscars.
L'année précédente, il a accepté de jouer le rôle de Nelson Van Alden, un agent de la prohibition très croyant dans la série Boardwalk Empire  diffusée sur HBO. Il tiendra ce rôle jusqu'en 2014.
Parallèlement, il s'impose au cinéma. En 2013, il interprète le rôle du général Zod dans le blockbuster Man of Steel, de Zack Snyder, et tient le rôle principal du tueur à gages Richard Kuklinski dans le thriller indépendant The Iceman.
En 2015, il incarne Elvis Presley dans le biopic Elvis and Nixon, réalisé par Liza Johnson, qui retrace la rencontre entre le « King » et le 37e président des États-Unis, Richard Nixon, en 1971.
En 2017, sa prestation dans le thriller dramatique Nocturnal Animals, dans lequel il incarne un policier enquêtant sur un double homicide dans l'histoire du roman au centre du film, lui vaut une seconde nomination à l'Oscar du meilleur acteur dans un second rôle. La même année, il est à l'affiche de La Forme de l'eau de Guillermo del Toro où il joue l'antagoniste principal face à Sally Hawkins, Richard Jenkins, Doug Jones et Octavia Spencer.
En 2018, il joue dans le téléfilm Fahrenheit 451 de Ramin Bahrani, qu'il retrouve après 99 Homes. Il donne ainsi la réplique à Michael B. Jordan et Sofia Boutella. Le film est présenté en séance de minuit au Festival de Cannes 2018.

### Passage à la réalisation (années 2020)
En 2022, il annonce qu'il va tourner son premier film en tant que réalisateur, un drame intitulé Eric Larue dans lequel il dirige Judy Greer, Paul Sparks, Alison Pill, Tracy Letts et Alexander Skarsgård. Le film est produit par Jeff Nichols, qu'il retrouvera de nouveau pour le prochain film de ce dernier, The Bikeriders où il jouera aux côtés de Tom Hardy, Austin Butler, Jodie Comer, Boyd Holbrook et Damon Herriman.

### Vie privée

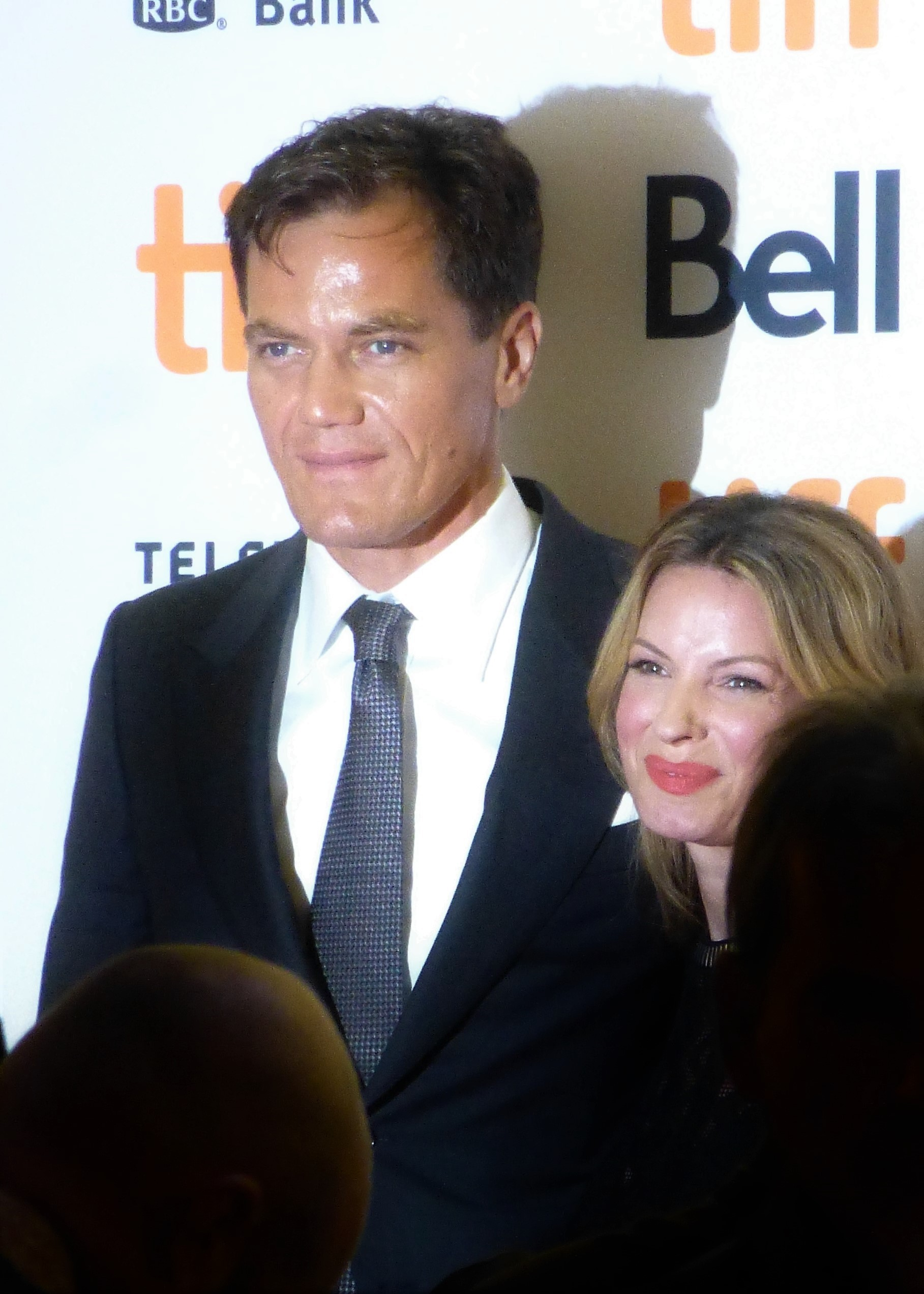
L'acteur aux côtés de son épouse, Kate Arington, au TIFF 2016.

Il est marié à l'actrice Kate Arrington vers la fin de 2017, qu’il a rencontrée en 1996. Ils ont deux filles, Sylvia, née en 2008 et Marion en 2011. Ils vivent à New York,.

## Filmographie

### En tant qu'acteur

#### Cinéma
- 1993 : Un jour sans fin (Groundhog Day) de Harold Ramis : Fred
- 1996 : Poursuite (Chain Reaction) d'Andrew Davis : D. C. Flower Delivery Man
- 1997 : Chicago Cab de Mary Cybulski : Crack Head
- 1999 : The Ride de Travis Fine : Jimmy
- 1999 : Jesus' Son d'Alison Maclean (en) : Dundun
- 2000 : Mullitt de Pat Healy
- 2000 : The Photographer de Jeremy Stein : Maurice
- 2000 : Cecil B. Demented de John Waters : Petie
- 2000 : Tigerland de Joel Schumacher : Sgt. Filmore
- 2001 : Pearl Harbor de Michael Bay : Lt. Gooz Wood
- 2001 : New Port South de Kyle Cooper : Stanton
- 2001 : Vanilla Sky de Cameron Crowe : Aaron
- 2002 : Crimes et Pouvoir (High Crimes) de Carl Franklin : Troy Abbott
- 2002 : 8 Mile de Curtis Hanson : Greg Buehl
- 2003 : Kangourou Jack (Kangaroo Jack) de David McNally : Frankie Lombardo
- 2003 : Bad Boys 2 (Bad Boys II) de Michael Bay : Floyd Poteet
- 2003 : Grand Theft Parsons (en) de David Caffrey (en) : Larry Oster-Berg
- 2004 : The Woodsman de Nicole Kassell : Rosen
- 2004 : Zamboni Man : Walt, Zamboni Man
- 2004 : Criminal de Gregory Jacobs : Gene
- 2004 : Dead Birds d'Alex Turner : Clyde
- 2004 : Water de Jennifer Houlton : Bobby Matherson
- 2006 : Marvelous de Síofra Campbell : John
- 2006 : Bug de William Friedkin : Peter Evans
- 2006 : World Trade Center d'Oliver Stone : Dave Karnes
- 2006 : Bienvenue en prison (Let's Go to Prison) de Bob Odenkirk : Lynard
- 2007 : Shotgun Stories de Jeff Nichols : Son Hayes
- 2007 : Blackbird d'Adam Rapp : Murl
- 2007 : Lucky You de Curtis Hanson : Ray Zumbro
- 2007 : 7 h 58 ce samedi-là (Before the Devil Knows You're Dead) de Sidney Lumet : Dex
- 2008 : Les Noces rebelles (Revolutionary Road) de Sam Mendes : John Givings
- 2009 : Herbert White de James Franco : Herbert
- 2009 : The Missing Person de Noah Buschel : John Rosow
- 2009 : Bad Lieutenant : Escale à La Nouvelle-Orléans (The Bad Lieutenant: Port of Call New Orleans) de Werner Herzog : Mundt
- 2009 : Pour l'amour de Bennett (The Greatest) de Shana Feste : Jordan Walker
- 2009 : Dans l'œil d'un tueur (My Son, My Son, What Have Ye Done?) de Werner Herzog: Brad McCullum
- 2010 : Les Runaways (The Runaways) de Floria Sigismondi : Kim Fowley
- 2010 : Jonah Hex de Jimmy Hayward : Dr Cross Williams
- 2010 : 13 de Gela Babluani : Henry
- 2010 ː The Losers de Sylvain White
- 2011 : Machine Gun (Machine Gun Preacher) de Marc Forster : Donnie
- 2011 : The Broken Tower de James Franco : Emile
- 2011 : Take Shelter de Jeff Nichols : Curtis LaForche
- 2011 : Return de Liza Johnson : Mike
- 2012 : Premium Rush de David Koepp : Bobby
- 2012 : Mud : Sur les rives du Mississippi (Mud) de Jeff Nichols : Galen
- 2013 : Man of Steel de Zack Snyder : Général Zod
- 2013 : The Iceman d'Ariel Vromen : Richard Kuklinski
- 2013 : The Harvest de John McNaughton : Richard
- 2014 : Young Ones de Jake Paltrow : Ernest Holm
- 2014 : 99 Homes de Ramin Bahrani: Rick Carver
- 2015 : Elvis and Nixon de Liza Johnson : Elvis Presley
- 2015 : Freeheld de Peter Sollett : Dane Wells
- 2015 : The Night Before de Jonathan Levine : M. Green
- 2016 : Batman v Superman : L'Aube de la Justice de Zack Snyder : Doomsday
- 2016 : Midnight Special de Jeff Nichols : Roy
- 2016 : Frank et Lola (Frank & Lola) de Matthew Ross : Frank
- 2016 : Identities (Complete Unknown) de Joshua Marston : Tom
- 2016 : Poor Boy de Robert Scott Wildes : Blayde Griggs
- 2016 : Salt and Fire de Werner Herzog : Riley
- 2016 : Wolves de Burt Freundlich : Lee Keller
- 2017 : Nocturnal Animals de Tom Ford : Détective Bobby Andes
- 2017 : Loving de Jeff Nichols : Grey Villet
- 2017 : Pottersville de Seth Henrikson
- 2017 : The Price de Siofra Campbell
- 2017 : La Forme de l'eau (The Shape of Water) de Guillermo del Toro : Colonel Richard Strickland
- 2017 : The Current War : Les Pionniers de l'électricité (The Current War) de Alfonso Gomez-Rejon : George Westinghouse
- 2018 : Horse Soldiers (12 Strong) de Nicolai Fuglsig : Cal Spencer
- 2018 : What They Had (What They Had) de Elisabeth Chomko : Nicky
- 2019 : À couteaux tirés  (Knives Out) de Rian Johnson : Walt Thrombey
- 2020 : The Quarry de Scott Teems : shérif Moore
- 2022 : Bullet Train de David Leitch : « La Mort Blanche »
- 2022 : Amsterdam de David O. Russell : Henry Norcross
- 2023 : The Flash d'Andrés Muschietti : Général Zod
- 2023 : The Bikeriders de Jeff Nichols : Zipco
- 2024 : The End de Joshua Oppenheimer
- 2025 : Nuremberg de James Vanderbilt : Robert Jackson

#### Télévision
Séries télévisées
- 1999 : Demain à la une : Dealer au Bonnet (2 épisodes)
- 2005 : New York, unité spéciale : Avery Shaw (saison 6, épisode 13)
- 2010-2014 : Boardwalk Empire : Nelson Van Alden
- 2017 : Room 104 : Nathan Ivanovich
- 2018 : Waco de  John Erick Dowdle : Gary Noesner
- 2018 : The Little Drummer Girl : Martin Kurtz
- 2021 : Nine Perfect Strangers : Napoléon
- 2022 : George and Tammy : George Jones
- 2023 : Waco : L'Après : Gary Noesner

Téléfilms
- 1992 : Angel Street : Patrick Mulligan
- 1992 : Overexposed : Young Man
- 2018 : Fahrenheit 451 de Ramin Bahrani : Capitaine Beatty

### En tant que réalisateur
- 2023 : Eric Larue

## Distinctions

### Récompenses
- 2011 : meilleur acteur par le Chicago Film Critics Association Awards pour Take Shelter
- 2012 : meilleur acteur par le Central Ohio Film Critics Association pour Take Shelter
- 2012 : meilleur acteur au Chlotrudis Awards pour Take Shelter

### Nominations
- Oscars 2009 : meilleur acteur dans un second rôle pour Les Noces rebelles
- Oscars 2017 : meilleur acteur dans un second rôle pour Nocturnal Animals

## Voix francophones
En France, David Krüger,, est la voix régulière de Michael Shannon. Jean-Michel Fête l'a double à quatre reprises.
Au Québec, Louis-Philippe Dandenault est la voix la plus régulière de l'acteur.